# Ringo’s Rotogravure
 Ringo’s Rotogravure ist das sechste Album, beziehungsweise das fünfte Studioalbum von Ringo Starr nach der Trennung der Beatles. Es wurde am 17. September 1976 in Großbritannien (USA: 27. September 1976) veröffentlicht.

## Entstehungsgeschichte
Nach der Veröffentlichung seines Studioalbums Goodnight Vienna im November 1974 wurde im März 1975 das Album Two Sides of the Moon von Keith Moon veröffentlicht, das die Duette Solid Gold und Together von Ringo Starr und Keith Moon enthielt. Im Juli 1975 wurde Starrs Ehe mit Maureen Starkey geschieden. Anfang 1976 nahm Ringo Starr mit Guthrie Thomas noch seine Eigenkomposition Band of Steel als Duett auf, die auf dem Album Lies and Alibies von Guthrie Thomas erschien.
Am 26. Januar 1976 lief der Plattenvertrag zwischen Ringo Starr und der EMI aus. Ringo Starr unterschrieb am 10. März 1976 einen neuen Plattenvertrag mit Atlantic für die USA und mit Polydor für den Rest der Welt. Weiterhin wechselte Ringo Starr seinen Produzenten; so entschied er sich für Arif Mardin statt Richard Perry, der seine beiden letzten Alben produziert hatte. Allein das musikalische Konzept der Vorgängeralben Ringo und Goodnight Vienna blieb gleich; so lud er erneut Freunde ein, die ihn musikalisch unterstützen sollten. Die Aufnahmen für Ringo’s Rotogravure erstreckten sich von April bis Juni 1976, die Vorbereitungsarbeiten begannen zwei Monate vorher.
Erneut erhielt Ringo Starr von George Harrison, John Lennon und Paul McCartney bisher unveröffentlichte Kompositionen; die beiden letzteren waren auch bei den Aufnahmen anwesend. John Lennon steuerte am 12. Juni 1976 das Stück Cookin’ (In the Kitchen of Love) nebst Klavierbegleitung bei. Es war Lennons letztes Erscheinen in einem Aufnahmestudio vor seinem Comeback im Jahr 1980. Eine Heimaufnahme-Version des Liedes, bei dem John Lennon singt, wurde auf Bootlegs veröffentlicht. Paul McCartney sang am 19. Juni 1976 bei der Komposition Pure Gold im Hintergrund. George Harrison konnte aufgrund eigener Arbeiten zu seinem Album Thirty Three & 1/3 bei den Aufnahmen zu I’ll Still Love You nicht dabei sein. Dieses Lied wurde von George Harrison selber ebenfalls aufgenommen, blieb aber bisher unveröffentlicht. 
Ringo Starr sagte im Nachhinein zu den Liedern: "Nun, Paul bat darum, ein Lied zu schreiben. Ich fragte John und er arbeitete und arbeitete daran und schließlich kam er auf 'You Got Me Cooking' [sic]. Du weißt, dass er das jetzt wirklich mag – Kochen! Ich bat George auch, einen zu schreiben, aber es gab einen alten (Song) von ihm, der nie von jemandem veröffentlicht wurde, den ich immer geliebt habe. Ich war in der Session, als es aufgenommen wurde, also fragte ich ihn schließlich, ob ich, anstatt einen zu schreiben, diese alten haben könnte?" 
Eric Clapton spielte auf seinem beigesteuerten Lied This Be Called a Song Gitarre. Ringo Starr fügte noch drei (Gemeinschafts-)Kompositionen (Cryin’, Las Brisas und Lady Gaye) hinzu, so dass die restlichen drei Lieder aus zwei Fremdkompositionen von unbekannten Künstlern (A Dose of Rock ’n’ Roll und You Don’t Know Me at All) und einer Hit-Single aus dem Jahr 1962 von Bruce Channel (Hey Baby) bestand. Der letzte Titel Spooky Weirdness besteht lediglich aus gesprochenen Worten, die im Aufnahmestudio mit Hall bearbeitet wurden, und weiteren Klangeffekten.
Das Album blieb trotz einer ausgedehnten Promotion-Tour von Ringo Starr durch Europa und Japan kommerziell erfolglos.

## Covergestaltung
Das Cover entwarf John Kosh. Die Coverfotos wurden von David Alexander in seinem Studio in Hollywood & Vine aufgenommen. Starr fand eine billige Lupe in einer Schublade, während Alexander die Beleuchtung einstellte, was zum Titelbild führte. Die Rückseite wurde von Tommy Hanley fotografiert und zeigt die von Fans beschriebene Tür des Apple-Büros in der Londoner Savile Row. Der Originalpressung des Albums lag ein kleines Vergrößerungsglas bei, mit dem man die Graffiti an der Tür besser erkennen sollte.

## Titelliste
Seite 1:
1. A Dose of Rock ’n’ Roll (Carl Groszman) – 3:24
2. Hey Baby (Bruce Channel/Margaret Cobb) – 3:11
3. Pure Gold (Paul McCartney) – 3:14
4. Cryin’ (Richard Starkey a/Vini Poncia) – 3:18
5. You Don’t Know Me at All (Dave Jordan) – 3:16

Seite 2:
1. Cookin’ (in the Kitchen of Love) (John Lennon) – 3:41
2. I’ll Still Love You (George Harrison) – 2:57
3. This Be Called a Song (Eric Clapton) – 3:14
4. Las Brisas (Richard Starkey/Nancy Andrews) – 3:33
5. Lady Gaye (Richard Starkey/Vini Poncia/Clifford T. Ward) – 2:57
6. Spooky Weirdness – 1:26

## Wiederveröffentlichungen
Die Erstveröffentlichung im CD-Format erfolgte in den USA im August 1992 ohne Bonustitel. Der CD liegt ein aufklappbares achtseitiges bebildertes Begleitheft bei, das die Liedtexte enthält. Die CD-Veröffentlichung aus dem Jahr 1992 wurde bisher nicht neu remastert.

## Single-Auskopplungen

### A Dose of Rock ’n’ Roll
Die erste Single A Dose of Rock ’n’ Roll / Cryin’ erschien am 20. September 1976 in den USA und am 15. Oktober 1976 in Großbritannien.
Die Promotionsingle wurde in den USA wie folgt veröffentlicht: auf der A-Seite befindet sich die vollständige Stereoversion und auf der B-Seite die gekürzte Stereoversion der A-Seite der Kaufsingle.

### You Don’t Know Me at All
In einigen Ländern, wie den Niederlanden und Frankreich, erschien im Oktober 1976 die Single You Don’t Know Me at All / Cryin’.

### Hey Baby
Als zweite Single wurde am 22. November 1976 in den USA und am 26. November 1976 in Großbritannien Hey Baby / Lady Gaye veröffentlicht.
Die Promotionsingle wurde in den USA wie folgt veröffentlicht: auf der A-Seite befindet sich die Monoversion und auf der B-Seite die Stereoversion der A-Seite der Kaufsingle.

### Weitere Singles
- In Mexiko erschien 1976 die Single Las Brisas / Lady Gaye.[8]
- In Brasilien erschien 1977 eine EP mit folgenden Liedern: Hey Baby / Lady Gaye / Cookin’ (In the Kitchen of Love) / You Don’t Know Me at All.[9]

## Weitere Informationen
- Für die Lieder Hey Baby, You Don’t Know Me at All und I’ll Still Love You wurden Musikvideos für Werbezwecke produziert.
- Laut Quellen sollen noch die Lieder Where Are You Going, All Right, Party und It's Hard To Be Lovers aufgenommen worden sein.

## Chartplatzierungen
Album
| ChartsChartplatzierungen       | Höchstplatzierung | Wochen |
| ------------------------------ | ----------------- | ------ |
| Österreich (Ö3)                | 10 (4 Wo.)        | 4      |
| Vereinigte Staaten (Billboard) | 28 (9 Wo.)        | 9      |

Singles

| Jahr | Titel                   | Höchstplatzierung, Gesamtwochen, AuszeichnungChartsChartplatzierungen (Jahr, Titel, , Platzierungen, Wochen, Auszeichnungen, Anmerkungen) | Anmerkungen |
| Jahr | Titel                   | US | Anmerkungen |
| ---- | ----------------------- | --- | ----------- |
| 1976 | A Dose of Rock ’n’ Roll | US26 (9 Wo.)US |             |
| 1976 | Hey Baby                | US74 (3 Wo.)US |             |